# Georgium
Georgium – klasycystyczny pałac wraz z otaczającym go 21-hektarowym parkiem w stylu angielskim z licznymi obiektami małej architektury na terenie ogrodów Dessau-Wörlitz (niem.: Dessau-Wörlitzer Gartenreich) – kompleksu ogrodów i parków w stylu angielskim, powstałych w drugiej połowie XVIII w. na zlecenie księcia Anhalt-Dessau Leopolda III Friedricha Franza (1740–1817), które w 2000 zostały wpisane na listę dziedzictwa kulturowego UNESCO. Pałac został zbudowany pod koniec XVIII w. na zlecenie księcia Johanna Georga (1748–1811), młodszego brata Leopolda III Friedricha Franza przez Friedricha Wilhelma von Erdmannsdorffa. Projekt ogrodów przypisywany jest Johannwi Friedrichowi Eyserbeckowi. 

## Opis
Po 1780 książę Johann Georg (1748–1811), młodszy brat księcia Anhalt-Dessau Leopolda III Friedricha Franza (1740–1817), zlecił Friedrichowi Wilhelmowi von Erdmannsdorffowi budowę niewielkiego pałacu w stylu klasycystycznym. Dwupiętrową rezydencję zwieńczoną podobnym do belwederu elementem ukończono w 1784. Wielokrotnie przebudowywany, pałac służył do 1944 jako siedziba następcy trony księstwa Anhalt-Dessau. W okresie II wojny światowej część pałacu zajmował gauleiter Anhalt-Magdeburgii, a następnie mieściła się tu komendantura Armii Czerwonej. Od 1959 w pałacu znajdują się zbiory regionalnej galerii malarstwa (niem. Anhaltische Gemäldegalerie), m.in. prace starych mistrzów niemieckich i holenderskich: Pietera Bruegla Starszego i Lucasa Cranacha Starszego.
Wokół pałacu powstał park w stylu angielskim (21, 3 ha) przypisywany Johannowi Friedrichowi Eyserbeckowi. Do parku przylega teren Beckerbruch (97 ha) – naturalny obszar zalewowy Łaby. Na terenie parku znajdują się m.in. rzymskie ruiny wzorowane na świątyni Concordii w Rzymie i monopteros. W parku wzniesiono również mauzoleum (1894–1898) dla rodziny książęcej.